# バラ・バラ
『バラ・バラ』（Balla Balla） は、西ドイツのビートバンド、レインボウズ が1965年に発表したポピュラー・ソングである。

## 概要
- 作者はレインボウズのベーシスト、ホルスト・リポック Horst Lippock。
- 単純な英語のくり返しの歌詞の曲で、本国と日本で大ヒットした。
- 本国でのリリースは1965年8月、CBSから。B面はアメリカのポップ・バンド、サム・ザ・シャム&ザ・ファラオスの「ジュ・ジュ・ハンド Ju Ju Hand」のカバー。
- 日本では1967年2月、日本コロムビアのCBSレーベルから本国と同じカップリングで発売された。

## 主なカバー（日本）
- 1967年、グループ・サウンズのザ・スパイダースが10枚目のシングルのA面で英語のままカバーした。
- 1967年、グループ・サウンズのザ・ヴァン・ドッグスがLP『走れヴァン・ドッグス』、『花のサンフランシスコ』の中でインストでカバーした。
- 1968年、コメディアンの榎本健一がLP『おおいに歌う』の中で日本語でカバーした。
- 1984年、C-C-B（1984年当時はココナッツボーイズ名義）がアルバム『Boy's Life』の中で英語でカバーした。
- 1988年、RCサクセションがLP『COVERS』の中で日本語でカバーした。
- 2000年、GO!GO!7188がシングル『太陽』のカップリングの中で英語でカバーした。